# António de Ataíde, 2.º Conde da Castanheira
D. António de Ataíde, 2.º Conde de Castanheira (1530 - 20 de janeiro de 1603) foi um fidalgo português do século XVI. 

## Biografia
Era filho de D. António de Ataíde, 1.º conde da Castanheira (1500 - 07.10.1563) e de sua mulher, D. Ana de Távora.
Sucedeu no título logo no dia seguinte à morte do pai, pois a 8 de outubro de 1563, por carta régia, foi feito 2.º conde da Castanheira, com o assentamento de 102.864 reais.  
Foi senhor da Castanheira, Povos e Cheleiros e, por carta de 20.03.1564, recebeu a confirmação da alcaidaria-mor de Colares.
Herdou também de seu pai o cargo de donatário da capitania de Itaparica e Tamarandiva, no Brasil.
Distinguiu-se nas letras. Entre os estudos, a que muito se aplicava, merecia-lhe especial cuidado a genealogia, em que deixou escrito um «Nobiliario das familias d'este reino» e «Livros dos Brazoens das mesmas familias com as suas origens». Ambos ficaram em manuscrito.
Segundo as crônicas do seu tempo, foi um "varão singular", nas letras e nas armas.
Armas: de azul, quatro bandas de prata.
Sucedeu no título, como 3.º conde da Castanheira, seu filho (do seu 2.º casamento), D. Manuel de Ataíde.

## Casamento e descendência
Casou 3 vezes:
A 1.ª vez com  com D. Maria de Vilhena (f. 18.08.1553), filha de D. Francisco da Gama,  2.º Conde da Vidigueira e almirante da Índia; com a seguinte geração. 
- D. Álvaro de Ataíde, "que morreu moço".[5]
- D. Ana de Ataíde, que casou com seu tio D. Henrique de Portugal, comendador de Pernes, ̟primo-direito de sua mãe].[6]
- D. Catarina de Ataíde, que casou com D. Pedro de Noronha, senhor de Vila Verde.[6]

A 2.ª vez, cerca de 1555, com D. Bárbara de Lara, filha do 3.º Marquês de Vila Real, D. Pedro de Menezes e de sua mulher, D. Brites de Lara  (filha única e herdeira de D. Afonso de Viseu, 8.º condestável de Portugal); com geração, nomeadamente o acima nomeado D. Manuel de Ataíde e o 5.º conde da Castanheira e 1.º conde de Castro Daire, D. António de Ataíde.
A 3.ª vez, depois de 09.07.1574, com D. Maria de Vilhena, filha de D. Luís Fernandes de Vasconcelos (f. 1570), nomeado governador-geral do Brasil, cargo de que nunca tomou posse, pois foi assassinado por corsários franceses na mesma viagem em que pereceu o mártir jesuíta, Beato Inácio de Azevedo, à frente dos quarenta mártires do Brasil; com geração, um filho e uma filha, que não deixariam sucessão.